# Battaglia di Steenbergen
L'battaglia di Steenbergen fu uno scontro combattuto nell'ambito della guerra degli ottant'anni che si svolse il 17 giugno 1583 presso la città di Steenbergen (attuali Paesi Bassi). Questa fu un'importante vittoria per l'esercito spagnolo delle Fiandre guidato da Alessandro Farnese, governatore generale dei Paesi Bassi, sulle forze francesi, inglesi e olandesi guidate dal feldmaresciallo Armand de Gontaut, barone di Biron, e dal comandante inglese Sir John Norreys. La vittoria degli spagnoli pose fine ai termini del Trattato di Plessis-les-Tours e Francesco, duca d'Angiò lasciò i Paesi Bassi nel giugno di quello stesso anno.

## Antefatto

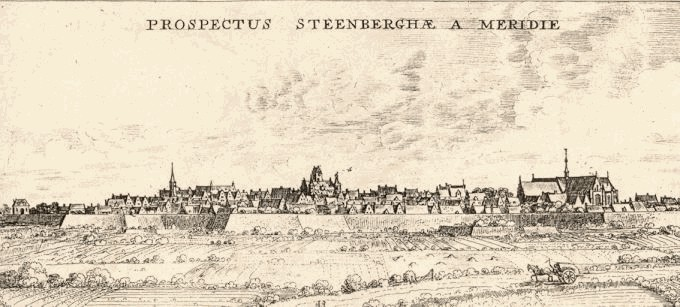
Veduta panoramica della città di Steenbergen.

Dopo il fallimento dei soldati olandesi, francesi ed inglesi guidati dal maresciallo Armand de Gontaut, barone di Biron, incaricato da Guglielmo d'Orange di salvare dall'assedio la città di Eindhoven, il comandante francese spostò il suo esercito a nord di Roosendaal, tra Breda e Bergen op Zoom, e dopo diversi giorni d'assedio, catturò il castello di Wouw il 10 maggio.  Nel frattempo, il principe Farnese, assicuratasi la città di Eindhoven, continuò la sua avanzata verso il Nord del Brabante. Il Farnese mosse con la sua parte d'esercito in direzione di Namur, mentre il resto delle truppe spagnole, comandate dal generale Karl von Mansfeld, catturò le città di Turnhout e Hoogstraten, sconfiggendo le locali guarnigioni olandesi, giungendo infine alla città di Diest il 27 maggio.
Dalla sua base a Namur, il principe Farnese avanzò a conquistare la città di Herentals, ma l'assedio venne infine abbandonato, ed il principe avanzò per confrontarsi con le forze del maresciallo Biron presso Roosendaal. Con la notizia dell'avanzata spagnola, Biron spostò il suo esercito alla periferia di Steenbergen, tra il villaggio e la città di Bergen op Zoom, ed il 17 giugno, con l'arrivo delle forze del Farnese, la battaglia ebbe inizio.

## Battaglia e presa di Steenbergen

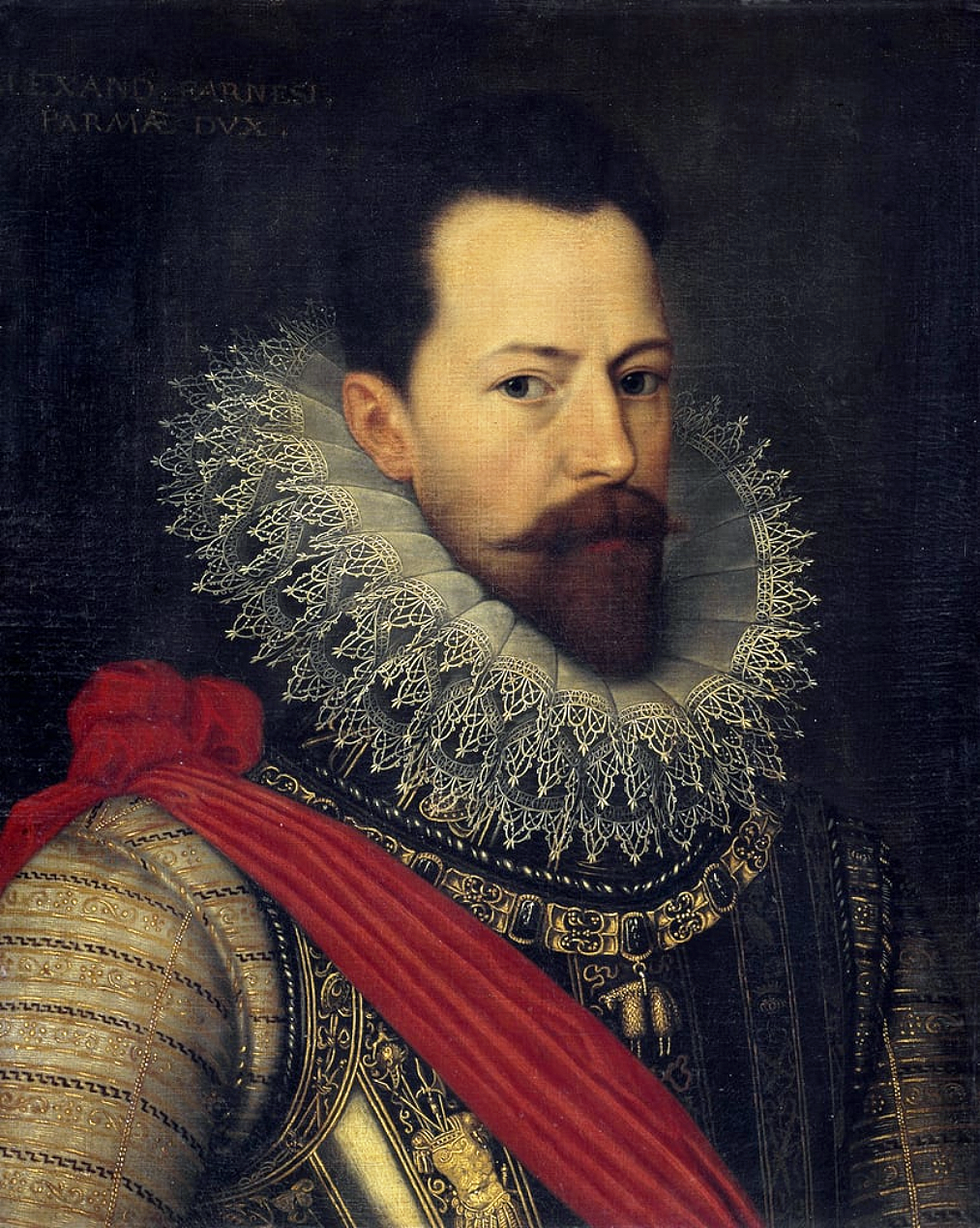
Il governatore generale Alessandro Farnese in un ritratto di Otto van Veen.

Malgrado la superiorità numerica, le forze combinate guidate da Biron e da sir John Norreys, al comando della fanteria inglese assieme al capitano gallese Roger Williams, vennero letteralmente spazzati via dalla cavalleria spagnola, e quindi dalla fanteria nemica, soffrendo pesanti perdite, grazie anche ai cannoni di don Hernando de Acosta, tenente generale dell'artiglieria dell'armata delle fiandre. Le forze di Biron e Norreys soffrirono almeno 3200 morti e feriti, quasi tutto il treno rifornimenti, diversi barili di polvere da sparo e 36 bandiere reggimentali. Dalla parte degli spagnoli le perdite ammontarono a 400 tra morti e feriti. Il maresciallo francese in persona, tentando di respingere gli spagnoli, cadde da cavallo e si ruppe una gamba.

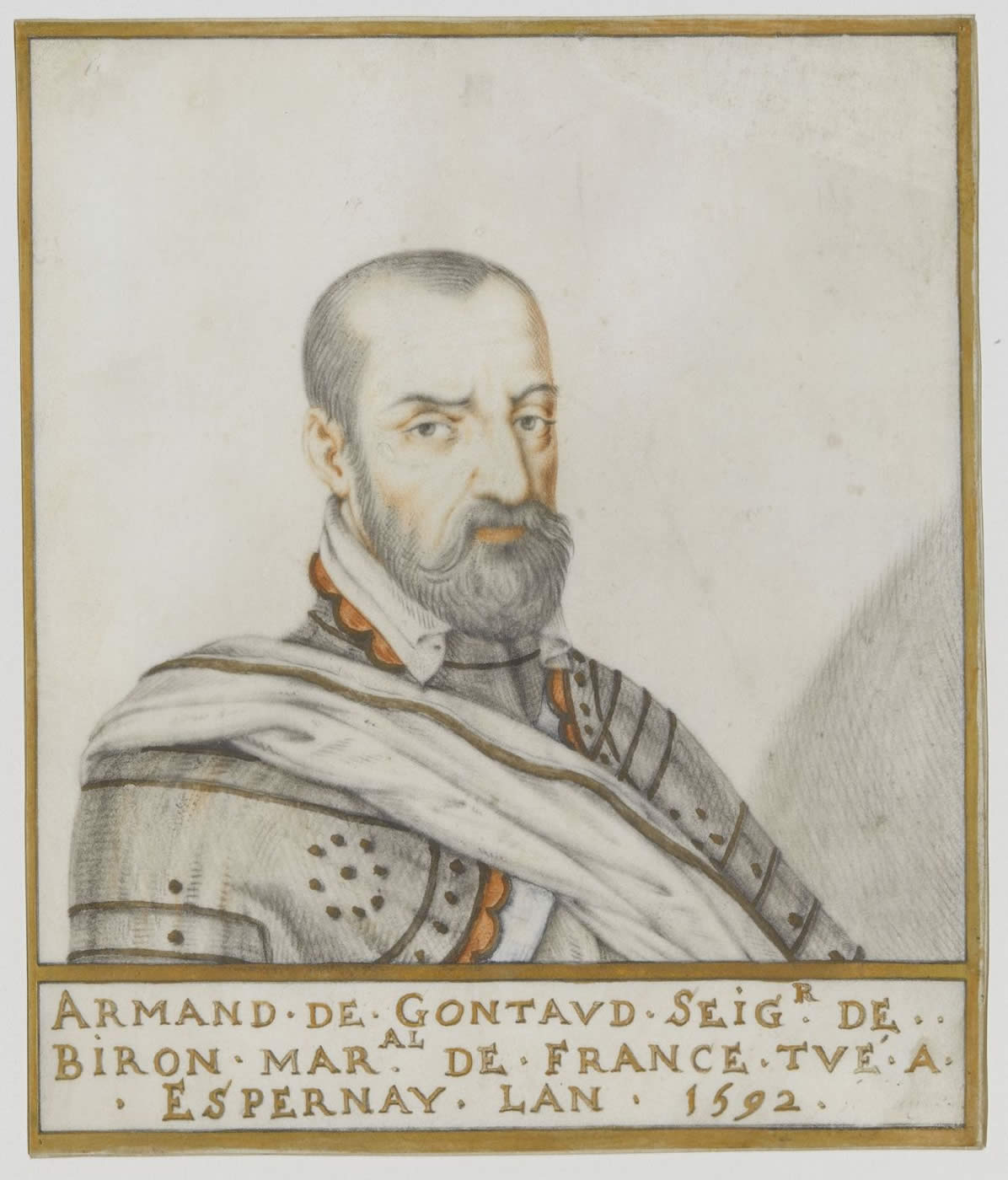
Il maresciallo francese Armand de Gontaut, barone di Biron, ritratto da Thierry Bellange.

L'esercito combinato venne quasi completamente distrutto e si ritirò in malordine verso la fortezza di Bergen op Zoom ed in altre città controllate dai ribelli olandesi, mentre le truppe spagnole trovarono ben poca opposizione a Steenbergen. Alcuni giorni dopo, la mancanza di paga e le differenze tra soldati francesi (perlopiù cattolici) e olandesi e inglesi (perlopiù protestanti), portarono a centinaia di diserzioni tra gli uomini di Biron.

## Conseguenze

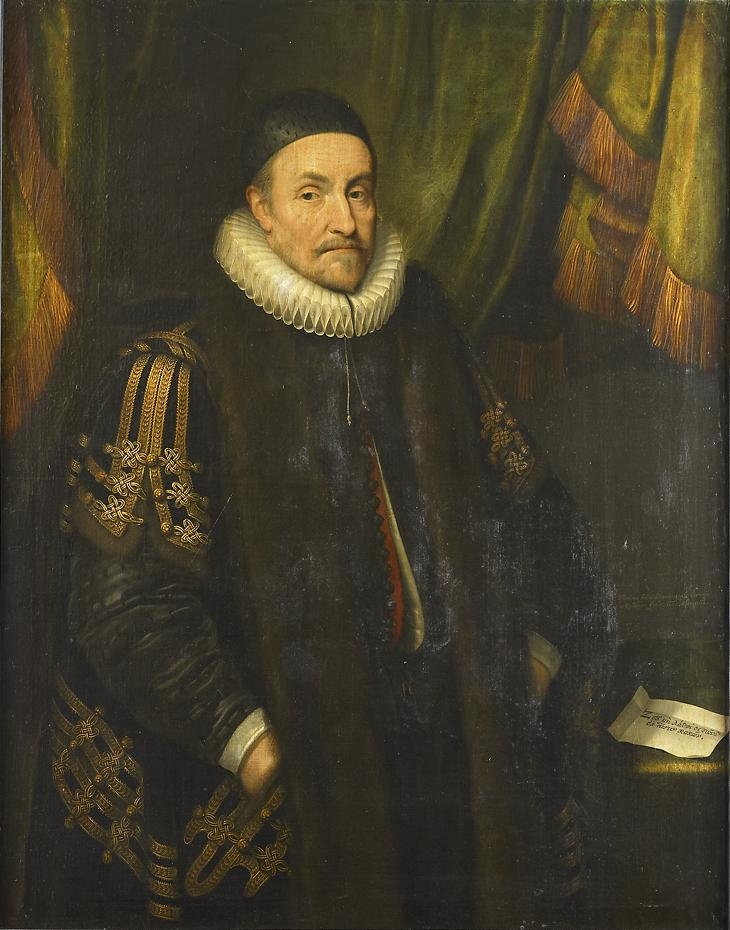
Il principe Guglielmo d'Orange in un ritratto di Michiel Jansz van Mierevelt.

Il risultato della battaglia fu una strabiliante vittoria degli spagnoli, non solo in termini di perdite in favore della Spagna, ma anche in termini di immediate conseguenze strategiche. La posizione del duca d'Angiò divenne impossibile da sostenere con gli Stati Generali olandesi e quindi lasciò i Paesi Bassi alla fine della giugno di quello stesso anno. La sconfitta e la fine del Trattato di Plessis-les-Tours fu un duro colpo per i protestanti olandesi e gettò discredito su Guglielmo d'Orange, il suo principale sostenitore. Il progresso degli spagnoli pareva inarrestabile ed il principe Farnese si spostò quindi su Dunquerque, città bloccata dalle forze del comandante spagnolo don Cristóbal de Mondragón. Il 16 luglio iniziò un bombardamento che, alcuni giorni dopo, consegnò la città agli spagnoli assieme a Nieuwpoort il 23 luglio.
L'esercito spagnolo continuò la sua avanzata ma, dopo l'assedio di Ostenda, il piano venne abbandonato ed il grosso dell'esercito avanzò verso Diksmuide, che capitolò il 1º agosto. Gli spagnoli conquistarono nel frattempo Veurne e Menen.